# سمندی (پاکستان)
سمندی (به انگلیسی: Samandi) یک شهرک در پاکستان است که در ناحیه لکی واقع شده‌است.